# David Meroro
David Hosea Meroro (* 1. Januar 1917 in Waarbakkie, Südwestafrika; † 18. Januar 2004 in Windhoek) war ein namibischer Politiker der SWAPO und Freiheitskämpfer.
Meroro war Gründungsmitglied der SWAPO und zwischenzeitlich dessen Parteivorsitzender. Er war federführend in den namibischen Befreiungskampf aus Angola, als Teil der People’s Liberation Army of Namibia (PLAN), zwischen 1975 und 1989 involviert. Er war 1989/90 Mitglied der Verfassungsgebenden Versammlung Namibias und anschließend, nach der Unabhängigkeit Namibias, bis 1995 Abgeordneter der Nationalversammlung.
Meroro war mit Hilja Meroro verheiratet, mit der er Zwillingstöchter hatte. Er erhielt nach seinem Tod 2004 den Heldenstatus. Am 24. Januar 2004 wurde er als dritte Person überhaupt auf dem Heldenacker beigesetzt. Nach Meroro ist zudem eine Hauptstraße in Windhoek benannt.